# Caitlin McClatchey
Caitlin McClatchey, née le 28 novembre 1985 à Portsmouth, est une nageuse britannique spécialiste de nage libre. Elle a participé à trois éditions des Jeux olympiques entre 2004 et 2012 et a remporté plusieurs médailles mondiales et européennes.

## Carrière
Caitlin McClatchey a commencé sa carrière au niveau international aux Jeux olympiques de 2004, où elle a nagé dans le relais 4 × 200 m nage libre qui a terminé cinquième puis a remporté une médaille de bronze au 400 m nage libre aux Championnats du monde 2005. 
À l'occasion les Jeux du Commonwealth de 2006, elle obtient ses deux premières médailles d'or, devenant la première Écossaise à remporter deux titres aux Jeux du Commonwealth. D'abord, McClatchey a remporté sa première médaille d'or au 200 m nage libre, en battant la favorite australienne Libby Lenton. Dans le 400 m nage libre, elle a réussi à devancer ses adversaires dans un final en sprint, l'emportant dans un temps de 4 minutes 7 secondes 69. 
McClatchey a participé aux Championnats du monde 2007, mais n'a pas remporté de médaille, se plaçant septième de la finale du 400 m nage libre et échouant à atteindre la finale du 400 m nage libre. Elle a nagé dans l'équipe britannique qui a pris le cinquième rang de la finale 4 × 200 m nage libre, établissant un nouveau record national. McClatchey a été déçu de ses résultats et a dit qu'elle avait besoin de réviser son programme d'entraînement pour se muscler. 
Sélectionnée pour les Jeux olympiques de 2008 elle a terminé sixième au 200 m nage libre étant la seule représentante Britannique à atteindre la finale. Elle a également été sélectionné pour l'équipe du relais 4 x 200 m nage libre qui a été considéré comme une chance de médaille, mais le pari de laisser au repos les meilleurs nageurs y compris McClatchey lors des séries a fait que l'équipe n'a pu se qualifier. Cela a été particulièrement décevant car McClatchey avait déjà été sortie dès les séries du 100 m nage libre les pour se concentrer sur ce relais. 
Lors des Championnats du monde 2009, elle est médaillée de bronze au relais 4 × 200 m nage libre en compagnie de  Joanne Jackson, Jazmin Carlin et Rebecca Adlington.
McClatchey participe avec l'Écosse aux Jeux du Commonwealth de 2010 à Delhi, et y atteint les demi-finales du 100 mètres nage libre, termine cinquième du 4 x 200 mètres nage libre, cinquième du 4 x 100 mètres nage libre, et cinquième dans le relais 4 × 100 mètres quatre nages. 
McClatchey s'est qualifiée pour les Jeux olympiques de Londres 2012, où elle atteint trois finales, finissant septième du 200 m nage libre et cinquième lors des relais 4 × 100 m et  200 m nage libre.

## Palmarès

### Championnats du monde

#### Grand bassin
- Championnats du monde 2005 à Montréal (Chine) :
  -  Médaille de bronze du 400 m nage libre.
- Championnats du monde 2009 à Rome (Italie) :
  -  Médaille de bronze du relais 4 × 200 m nage libre.

#### Petit bassin
- Championnats du monde 2008 à Manchester (Royaume-Uni) : 
  -  Médaille d'argent du relais 4 × 200 m nage libre.
  -  Médaille de bronze du 200 m nage libre.
  -  Médaille de bronze du relais 4 × 100 m nage libre.

### Championnats d'Europe
- Championnats d'Europe 2006 à Budapest (Hongrie) :
  -  Médaille de bronze au 400 m nage libre.

- Championnats d'Europe 2008 à Eindhoven (Pays-Bas) :
  -  Médaille d'argent du relais 4 × 200 m nage libre.

### Jeux du Commonwealth
- Jeux du Commonwealth de 2006 à Melbourne (Australie) : 
  -  Médaille d'or au 200 m nage libre.
  -  Médaille d'or au 400 m nage libre.